# Nicolás Molina
Nicolás Martin Molina (Pilar, Argentina, 28 de enero de 1999) es un futbolista argentino que juega como delantero y su equipo actual es San Luis de Quillota de la Liga de Ascenso

## Trayectoria

### Inicios
Inició en la academia del club local Boca de Zona Norte. Posteriormente, comenzó a estudiar en la Universidad Austral en Argentina, pero decidió dejarlos para realizar una prueba con River Plate, equipo con el que firmó contrato después de destacarse en un torneo amateur local.
En 2019, Molina tuvo la oportunidad de mudarse a los Estados Unidos para jugar al fútbol universitario, obteniendo una beca para asistir al St. Francis College en Brooklyn, Nueva York. Disputó 35 partidos con los Terriers, anotando ocho goles y registrando siete asistencias durante tres temporadas, incluyendo una temporada truncada debido a la pandemia de COVID-19. Durante la temporada 2020–21, Molina fue nombrado Jugador del Año de Fútbol Masculino de la NEC.
En su último año universitario, Molina se transfirió a la Universidad de Carolina del Norte en Wilmington, donde anotó seis goles en 16 partidos con los Seahawks y fue seleccionado para el Segundo Equipo de la Asociación Atlética Colonial.
Molina también destacó en la USL League Two jugando para el West Virginia Alliance FC durante la temporada 2021. Allí, recibió los premios al Jugador Más Valioso (MVP) de la League Two de 2021 y el Botín de Oro, tras anotar 16 goles en solo 13 partidos de la temporada regular. Sus actuaciones fueron clave para que el West Virginia finalizara en el tercer lugar de la División Atlántico Sur.

### Profesional
El 17 de febrero de 2022, Molina firmó con el North Carolina F. C. de la USL League One. Hizo su debut profesional el 18 de junio de 2022, comenzando como titular y anotando en una victoria por 2–0 sobre el Charlotte Independence.

## Estadísticas

### Clubes
Actualizado al último partido disputado el 13 de julio de 2025.
| Club                                | Div.          | Temporada     | Liga  | Liga  | Copas nacionales | Copas nacionales | Copas internacionales | Copas internacionales | Total | Total |
| Club                                | Div.          | Temporada     | Part. | Goles | Part.            | Goles            | Part.                 | Goles                 | Part. | Goles |
| ----------------------------------- | ------------- | ------------- | ----- | ----- | ---------------- | ---------------- | --------------------- | --------------------- | ----- | ----- |
| North Carolina F. C. Estados Unidos | 3.ª           | 2022          | 18    | 2     | —                | —                | —                     | —                     | 18    | 2     |
| North Carolina F. C. Estados Unidos | Total club    | Total club    | 18    | 2     | 0                | 0                | 0                     | 0                     | 18    | 2     |
| C. A. Fénix Argentina               | 3.ª           | 2023          | 31    | 8     | —                | —                | —                     | —                     | 31    | 8     |
| C. A. Fénix Argentina               | Total club    | Total club    | 31    | 8     | 0                | 0                | 0                     | 0                     | 31    | 8     |
| Talleres (RdE) Argentina            | 2.ª           | 2024          | 37    | 4     | 4                | 0                | —                     | —                     | 41    | 4     |
| Talleres (RdE) Argentina            | Total club    | Total club    | 37    | 4     | 4                | 0                | 0                     | 0                     | 41    | 4     |
| Vinotinto Ecuador · Ecuador         | 1.ª           | 2025          | 14    | 3     | —                | —                | —                     | —                     | 14    | 3     |
| Vinotinto Ecuador · Ecuador         | Total club    | Total club    | 14    | 3     | 0                | 0                | 0                     | 0                     | 14    | 3     |
| Total carrera                       | Total carrera | Total carrera | 100   | 17    | 4                | 0                | 0                     | 0                     | 104   | 17    |
| 1.                                  |               |               |       |       |                  |                  |                       |                       |       |       |

## Palmarés

### Distinciones individuales
| Distinción                                         | Club                 | Año  |
| -------------------------------------------------- | -------------------- | ---- |
| Premio Bota de Oro de la USL League Two            | West Virginia United | 2021 |
| Premio al Jugador Más Valioso de la USL League Two | West Virginia United | 2021 |